# Oniisama e...
Oniisama e... (おにいさまへ… lit. Para mi hermano [mayor]...?) fue una serie de género shōjo y yuri. El anime fue transmitido por la cadena NHK desde julio de 1991 hasta abril de 1992. La historia está basada en el manga de Riyoko Ikeda creado en la década de 1970. El anime fue dirigido por Osamu Dezaki. En España se conoció también como "Querido hermano" o "Escuela de Cenicientas".

## Argumento
La historia se centra en una chica de 16 años llamada Nanako Misonoo, la cual asiste a una prestigiosa academia escolar femenina llamada Seiran y enfrenta su vida estudiantil escribiendo cartas con su ex maestro de escuela intensiva, Takehiko Henmi, a quien ella llama "oniisama" (hermano mayor).
En la academia existe un grupo de élite que conformaría el denominado "cuerpo estudiantil", al que la comunidad educativa conoce como "la Sororidad" (Adaptado como "la Hermandad" en su doblaje castellano). Este grupo reúne a las mejores alumnas y selectas tanto por sus dotes como por su procedencia, todas pertenecientes a la clase alta privilegiada. Sorprendentemente, Nanako es elegida por la Hermandad para formar parte de tal grupo, lo que causa fricción entre ella y las demás compañeras quienes consideran que no puede formar parte de tal sociedad, ya que su estatus no es suficiente para tal fin. Junto a ella ingresa la vivaz joven Mariko Shinobu, hija de un escritor pornográfico, hecho que la convierte también en blanco de ataques a su condición y causa gran revuelo.
Nanako se enamora de Rei Asaka, una chica muy popular entre las demás alumnas quienes le llaman Saint-Juste por su rebeldía. Saint-Juste acarrea un sinfín de problemas personales que la llevan a vivir absolutamente sola, abusando de drogas y tendencias suicidas. Su comportamiento es errático y cambia siempre abruptamente cuando se encuentra con Fukiko Ichinomiya (apodada Miya-sama).
Con el correr de la historia, se revela un gran secreto de sangre que involucra a Saint-Juste con Fukiko, lo cual crea las constantes peleas y desgracias de Nanako quien, sin saber qué hacer, intenta ayudar a Rei a salir de su depresión. La historia es muy oscura y trata temas como depresión, el abuso de las drogas y el suicidio.

## Volúmenes
1. Sorority Member Senkou (ソロリティ・メンバー選考  Sorority Member Senkou?) 20 de agosto de 1978.
2. (サン・ジュストの秘密  Saint Juste no Himitsu?) 20 de septiembre de 1978.
3. (さよなら薫の君  Sayonara Kaoru no Kimi?) 20 de octubre de 1978.

## Personajes
- Nanako Misonoo: La protagonista de la historia, una chica dulce y encantadora, quien comparte cartas con su oniisama, Takehiko Henmi, en donde narra todo lo que le sucede en el lapso de la historia, y a veces en sus pensamientos relata lo que sucede a los demás. Se enamora de Rei e intenta de mil maneras apegarla a la vida y alejarla de Fukiko.
- Tomoko Arikura: Es la mejor amiga de Nanako desde la infancia, con quien varias veces su amistad se verá lastimada gracias a la intervención de Mariko Shinobu.
- Rei Asaka (Hana no Saint-Juste/Saint-Juste-sama): Es una chica de apariencia andrógina, prácticamente masculinizada en su vestimenta y actitud, sumamente artística y dramática, con obsesiones oscuras hacia la muerte. Posee una relación misteriosa y lastimera con su media hermana Fukiko Ichinomiya ya que sabe que la reciente por la relación que tienen con sus padres separados. Es amiga de Kaoru Orihara (Kaoru no Kimi) quien le ha dicho en más de una ocasión que olvide a Fukiko. Rei es sumamente atractiva para las chicas del colegio, y su apodo proviene del revolucionario Louis de Saint-Just. Es rebelde y sus problemas con las drogas son muy serios. Vive sola en su departamento lleno de espejos y con una muñeca que Fukiko le regaló tiempo atrás. Su vida termina trágicamente, ya que al ser rechazada una y otra vez por su media hermana, se suicida, esto en el manga. En el anime su vida no acaba con un suicidio, si no en un accidente.

- Mariko Shinobu: Es compañera de clase de Nanako. Una chica muy guapa y bastante obsesiva, es rica y es hija de un escritor pornográfico, motivo por el cual la mantiene alejada del resto de sus compañeras y su vida se ve partida en dos cuando nota la disfuncionalidad de su familia. Intenta conquistar la amistad de Nanako provocando una pelea con su mejor amiga, Tomoko.
- Kaoru Orihara (Kaoru no Kimi/Príncipe Kaoru): es otra de las estudiantes de belleza andrógina y muy querida por las chicas del instituto. Entra al primer año de la escuela junto a Nanako debido a que enfermó de manera misteriosa y perdió el año. Es un año mayor que Nanako y gusta mucho de los deportes. Ayuda a cada uno de los personajes durante la historia. Su sobrenombre procede del personaje sacado de la novela Genji Monogatari. Esconde su enfermedad para no brindar una imagen débil al resto del mundo, ya que ha sufrido de cáncer de mama. Su apego a la vida se manifiesta cuando intenta convencer a Rei a seguir adelante.
- Fukiko Ichinomiya (Miya-sama): Es la presidenta de la Sororidad, un grupo muy importante en el instituto y hermana mayor de Rei. Muy orgullosa y despiadada, oculta su lado bondadoso. Rechaza a Rei por ser medias hermanas aunque luego de saber el motivo del suicidio de ésta, reconoce que siemprela quiso.
- Aya Misaki: Es una chica de familia de la alta sociedad que siempre ha querido pertenecer a la Hermandad y posee una rivalidad con Mariko.
- Takehiko Henmi (Oniisama): Es el hermanastro de Nanako, con quien comparte cartas, y a quien admira y confía. Sin saberlo, Nanako es realmente su hermanastra, ya que su padre se casó en segundas nupcias con la madre de Nanako.
- Takashi Ichinomiya: Hermano de Rei y Fukiko. Amigo de Takehiko. Siempre trata de que sus hermanas se encuentren bien y se preocupa por Rei sobre todo.

## Lista de episodios
| # | Título | Estreno                  |
| --- | --- | ------------------------ |
| 001 | «Los seres magníficos» «Kareinaru Hitobito» (華麗なる人びと) España: «Qué buena gente»                                            | 14 de julio de 1991      |
| Nanako asiste a su primer día escolar en la Academia Seiran y es ayudada por Rei para bajar del autobús. Mariko pide a Nanako que sea su amiga. La escuela presta atención al discurso de bienvenida de Miya-sama sobre la denominada Hermandad, y Nanako junto a Tomoko se enteran de la existencia de las 3 estudiantes más famosas del instituto: Hana no Saint-Juste (Rei), Kaoru no Kimi (Kaoru) y Miya-sama (Fukiko). | |                          |
| 002 | «Los zapatos de cristal» «GARASU no Kutsu» (ガラスの靴) España: «El zapato de cristal»                                            | 21 de julio de 1991      |
| Mariko busca a Nanako después de clase y empuja a Tomoko fuera de su camino. Miya-sama llega a la clase de Nanako y anuncia tres candidatas a la Hermandad: Mariko, Kaoru y Nanako. Kaoru no acepta. Aya hace lío, diciendo que Mariko y Nanako no están calificadas para pertenecer a la Hermandad, revelando que Mariko es hija de un escritor pornográfico. Aya intenta atacar a Mariko pero Kaoru la detiene. Miya-sama le da a Nanako la invitación a la gala de selección de candidatas, lo que arruina sus planes con Tomoko para el fin de semana. | |                          |
| 003 | «Nanako descalificada?» «Nanako Shikkaku?» (奈々子失格?) España: «Nanako descalificada?»                                          | 28 de julio de 1991      |
| Una nota en tono insultante es publicada sobre la candidatura de Nanako para la Hermandad. Nanako considera no asistir a la gala de presentación pero Tomoko le convence. El día antes a la selección, Aya, pretendiendo ser Miya-sama, llama por teléfono y deja un mensaje para Nanako diciendo que el horario de la gala ha sido cambiada para más tarde. | |                          |
| 004 | «La caja musical» «ORUGOORU» (オルゴール) España: «La caja de música»                                                             | 4 de agosto de 1991      |
| A pesar de llegar tarde a la selección, Nanako tiene su entrevista pero no le va muy bien. Mariko y Nanako se dan cuenta de que cualquiera pudo haber dejado el mensaje para Nanako en el teléfono y sospechan de Aya. Ambas son seleccionadas para la Hermandad. Aya las insulta públicamente, revelando que el padrastro de Nanako dejó a sus esposa e hijo para casarse con la madre de Nanako, quien era una simple mesera. | |                          |
| 005 | «Espinas de sospecha y duda» «Giwaku no Toge» (疑惑の刺) España: «Espinos de duda y sospecha»                                     | 11 de agosto de 1991     |
| Nanako ve a Kaoru detener a Rei antes de que tome más pastillas. Fukiko invita a Rei a la mansión de la Hermandad para ayudar con el trabajo, pero intencionalmente la lastima y rehúsa vendarla. Nanako cura la herida de Rei y es oficialmente incluida en la Hermandad. Pero a la noche tiene una pesadilla en la que Fukiko la ataca. | |                          |
| 006 | «Sola y perdida» «Mayoi Michi, Hitori» (迷い道、ひとり) España: «Sola y perdida»                                                  | 18 de agosto de 1991     |
| Nanako debe soportar las duras críticas y abusos por parte de las demás estudiantes que no han sido seleccionadas para la hermandad. Fukiko sorpresivamente se muestra a favor de ella, incitándola a que se quede y a continuar con su labor, y promete protegerla siempre. Takehiko encuentra a Nanako en una librería y la anima. | |                          |
| 007 | «La oscuridad en la torre del reloj» «Yami no Tokeitou» (闇の時計塔) España: «La torre del reloj en la oscuridad»                 | 25 de agosto de 1991     |
| Deprimida por el constante abuso de sus compañeras, Nanako se refugia en la torre del reloj de la escuela. Allí encuentra a Rei, fumando y arrojando dagas a una silueta marcada en la pared que le recuerda a Fukiko. | |                          |
| 008 | «Te deseo» «Anata ga Hoshii» (あなたが欲しい) España: «Me gustas»                                                                 | 1 de septiembre de 1991  |
| Mariko intenta alejar a Tomoko de Nanako pero Kaoru evita peleas. Mariko invita a Nanako a su fiesta de cumpleaños en una gran habitación de hotel, pero los únicos invitados son la madre de Mariko y Nanako. Regresan a la casa de Mariko y ambas toman un baño juntas. Mariko trata de convencer a Nanako a que se quede por la noche, pero Nanako rehúsa hacerlo. Mariko se enoja bastante y amenaza con matarla. La madre de Mariko la contiene y Nanako huye a su casa. | |                          |
| 009 | «Recaída; un corazón roto» «Hatsubyou, Kudakareta Kokoro» (発病、砕かれた心) España: «Una repentina enfermedad»                   | 8 de septiembre de 1991  |
| Kaoru se desvanece por fuertes dolores en el pecho y Nanako intenta pedir algunos analgésicos a Rei para ella. Rei no se toma la situación muy seriamente y Nanako le da una cachetada. Rei está impresionada por el coraje de la chica y le da sus calmantes pero Nanako se asombra de la cantidad de drogas que guarda Rei. | |                          |
| 010 | «Mariko...» «Mariko...» (マリ子…) España: «Mariko»                                                                                | 15 de septiembre de 1991 |
| Nanako ignora a Mariko por intentar alejar a Tomoko de su amistad y Mariko deja de comer, cayendo en una fuerte depresión. Durante una clase de gimnasia se desmaya y Kaoru la lleva al hospital por una descompensación. Nanako acude para visitarla y Kaoru le dice que la vida es muy preciosa para desperdiciarla así. | |                          |
| 011 | «Bajo el olmo...» «Nire no Ki nite...» (楡の木にて) España: «Bajo el olmo»                                                        | 22 de septiembre de 1991 |
| Las miembros de la Hermandad tienen una reunión especial de estudio en la casa de Miya-sama. Fukiko invita a Rei a acompañarlas diciéndole que la esperará bajo el árbol de olmo del colegio a las 5 de la tarde, pero nunca llega. Nanako vuelve al colegio a buscar unos cuadernos que olvidó y encuentra a Rei esperando bajo el árbol, empapada por la lluvia y delirando de fiebre. Nanako intenta llevarla a su casa pero ella se resiste, insistiendo en que Fukiko llegará y que no quiere romper su promesa. Nanako finalmente consigue llevar a Rei a su casa pero descubre que ésta vive sola y la casa es oscura y llena de espejos. En su delirio, Rei piensa que Nanako es su preciada muñeca y la abraza. | |                          |
| 012 | «La cicatriz» «Kizuato» (きずあと) España: «La cicatriz»                                                                          | 29 de septiembre de 1991 |
| Nanako llama a Kaoru para que la ayude a cuidar de Rei. Ella arriba al departamento y la abofetea, gritándole que debe parar con su devoción masoquista hacia Fukiko. Kaoru revela que el brazalete que usa Rei es un regalo de Fukiko y se lo quita, intentando lanzarlo por la ventana pero Rei la detiene lanzando dagas. Cuando el brazalete es retirado de su muñeca, se revela una cicatriz en Rei, producto de un intento de suicidio fallido. Luego, Nanako escucha a Kaoru enfrentando a Fukiko por lo que ella le ha hecho a Rei. En el argumento, descubre que Rei y Fukiko son hermanas. | |                          |
| 013 | «Una historia de doble suicidio» «Shinchuu Densetsu» (心中伝説) España: «La leyenda del suicidio de los amantes»                  | 6 de octubre de 1991     |
| Rei se repone lo suficiente como para volver a la academia. Enfrenta a Fukiko pero se vuelve dócil con tan solo unas pocas palabras. Atormentada, se refugia nuevamente en la torre del reloj y se droga seriamente. Buscando a Rei, Nanako llega a la torre y la encuentra sumida en una alucinación. Pensando que Nanako es Fukiko, Rei le revela que ella ha hecho un pacto de doble suicidio con Rei cuando eran niñas. Ella ataca a Nanako con sus dagas pensando que es Fukiko quien ha finalmente llegado para cumplir con dicha promesa. | |                          |
| 014 | «La puerta secreta» «Himitsu no Tobira» (秘密の扉) España: «La puerta secreta»                                                    | 27 de octubre de 1991    |
| Nanako desesperadamente trata de escapar de Rei pero no lo logra. Rei intenta apuñalar a Nanako varias veces antes de volver a su sano juicio, rompiendo en llantos cuando se da cuenta de lo que estaba haciendo. | |                          |
| 015 | «Fukiko; el mar ruge» «Fukiko, Umi Nari» (蕗子、海鳴り) España: «Fukiko y el sonido del océano»                                   | 3 de noviembre de 1991   |
| Nanako y Tomoko salen de compras para prepararse para la fiesta en la fiesta de la Hermandad en el crucero de Miya-sama. Los resultados de los exámenes son dados a conocer. | |                          |
| 016 | «El retorno» «KAMUBAKKU» (カムバック) España: «El regreso»                                                                        | 10 de noviembre de 1991  |
| Es el primer partido de baloncesto de Kaoru desde su enfermedad y está decidida a ganar. Su juego es tan bueno que el equipo adversario completo es forzado a bloquearla. Kaoru se lastima durante el partido y coágulos de sangre se derraman de su pecho. Le pide a Rei que por favor ocupe su puesto en el juego y lo hace, aunque Fukiko le haya prohibido jugar baloncesto. Rei da lo mejor de sí misma y aunque el partido es perdido, se siente mejor y feliz. Nanako se da cuenta de que Mariko está enamorada de Kaoru. | |                          |
| 017 | «Posdata» «Tsuishin» (追伸) España: «La carta»                                                                                    | 17 de noviembre de 1991  |
| Nanako se da cuenta de que se ha enamorado de Rei, pero teme mucho confesar sus sentimientos. | |                          |
| 018 | «Dentro de un sueño» «Yume no Naka e» (夢の中へ) España: «En un sueño»                                                            | 24 de noviembre de 1991  |
| Luego de que Nanako accidentalmente pierde su autobús escolar, Rei la lleva al parque. Ambas pasan una alegre mañana juntas y en un momento de fuertes emociones, Nanako le confiesa su amor. | |                          |
| 019 | «El juego efímero» «Utakata GEEMU» (うたかたゲーム) España: «El juego de las burbujas»                                            | 8 de diciembre de 1991   |
| Rei rehúsa reaccionar luego de escuchar la confesión de Nanako y comienza a ignorarla, rompiendo su corazón. Kaoru, alerta de los cambios de humor de Nanako, le dice que olvide a Rei ya que su alma "se encuentra esclavizada por una diosa" (Fukiko). | |                          |
| 020 | «Las tijeras de podar» «Hanabasami» (花鋏) España: «Las podadoras»                                                                | 15 de diciembre de 1991  |
| Nanako y Tomoko deciden ir a una feria de la Universidad de Takehiko. Invitan a Mariko pero no va porque piensa que los hombres corromperán a Nanako. Fukiko escucha a su hermano y Takehiko hablando sobre la feria y se pone furiosa. Invita a Nanako a su casa para la ceremonia del té en la mañana del día de la feria, y le pide que busque un juego de té del almacén de la Hermandad. Fukiko la encierra en aquel lugar sin que ella lo sepa, y Kaoru, al oír los gritos de Nanako, la libera. | |                          |
| 021 | «El festival del campus» «Gakuen Matsuri» (学園祭) España: «El festival del campus»                                               | 22 de diciembre de 1991  |
| Nanako, Tomoko y Mariko van a la feria del campus universitario con Takehiko y Takashi, el hermano mayor de Fukiko. Mariko hace lo imposible para proteger a Nanako de los hombres. | |                          |
| 022 | «Una serenata de un día de verano» «Natsu no Hi no SERENAADE» (夏の日のセレナーデ) España: «Serenata de un día de verano»         | 29 de diciembre de 1991  |
| Mariko y Nanako son invitadas por Miya-sama a su casa del campo por el fin de semana para ayudarle a preparar su fiesta de cumpleaños. Mariko acepta por ambas pero esto supone que Nanako tenga que romper una promesa que hizo anteriormente con Tomoko. Cuando llegan, Miya-sama se encierra en un cuarto y chequea que todo esté bien. Mariko y Nanako son enviadas a trabajar preparando las invitaciones para la fiesta. Nanako sale a caminar cerca del lago y ve a Miya-sama tocando su violín, triste. Esa noche, Nanako no consigue dormir y encuentra a Miya-sama recitando el soneto 18 en una habitación. Nanako hace un ruido y Miya-sama la persigue por la casa. Al día siguiente, Nanako le pregunta a una sirvienta sobre esa habitación, que resulta ser el antiguo cuarto de Miya-sama y ha sido mantenido así desde que tenía 12 años. Miya-sama escucha la conversación y despide a la mucama. Nanako se disculpa tanto con Miya-sama como con la mucama. Más tarde, ve a Miya-sama nadando en el lago y ella la empuja, casi ahogando a la chica, pero Miya-sama la rescata. | |                          |
| 023 | «El regalo prohibido» «Kinjirareta Okurimono» (禁じられた贈り物) España: «El presente prohibido»                                  | 12 de enero de 1992      |
| Fukiko invita a Rei a su fiesta de cumpleaños. Como regalo, Rei decide tocar una canción con su violín que siempre ha oído tocar a Fukiko. La canción enfurece a Fukiko, causando la destrucción del violín y atacando a Rei con un cuchillo. | |                          |
| 024 | «Otra vez» «ANKOORU» (アンコール) España: «Que se repita»                                                                         | 19 de enero de 1992      |
| Rei escucha de Takashi la razón por el disgusto de Fukiko con la canción: Fukiko se enamoró de Takehiko cuando era niña y planeaba tocar la canción para él, pero su amor no era correspondido. | |                          |
| 025 | «El lápiz labial rojo» «Bara no RUUJU» (薔薇のルージュ) España: «La rosa roja»                                                    | 26 de enero de 1992      |
| Rei recuerda la primera vez que vio a Fukiko, pensando en ella como su novia. Nanako la encuentra y la sigue. Dos miembros de la Hermandad encuentran a Nanako y le dicen que Miya-sama quiere encontrarse con ella a las ocho esa noche. Rei protesta y dice que es muy tarde para ella para salir. Luego, Rei le pregunta a Tomoko sobre Nanako y Takehiko y se dirige a su casa, en un intento de cuestionarlo, pero escapa. Nanako va al encuentro con Miya-sama, quien está usando lápiz labial rojo y comenta sobre la similitud de Nanako a la muñeca que ella tenía tiempo atrás. Aplica un poco de lápiz labial a Nanako y le dice que debería mantenerse alejada de Takehiko porque la ama. Miya-sama besa a Nanako sobre uno de los lóbulos de su oído y Rei entra en escena, acusando a Fukiko de ser una desgracia. Rei le dice a Fukiko que admita que ama a Takehiko y que ha admitido a Nanako en la Hermandad para romper la relación que existe entre Nanako y Takehiko. Miya-sama niega todo esto y se retira. Rei toma a Nanako y la besa justo donde Fukiko la besó anteriormente. Luego, Nanako vuelve a su hogar y Rei se arrepiente de haber hablado mal de Fukiko. Miya-sama se va a su casa de campo y destruye su antigua habitación. | |                          |
| 026 | «La prueba: Nieve solo para nosotras dos» «Akashi, Futari Dake no Yuki» (あかし、二人だけの雪) España: «En la nieve»              | 2 de febrero de 1992     |
| Rei reflexiona sobre el doble intento de suicidio que ella y Fukiko hicieron cuando fueron adoptadas: Fukiko cortó las venas en la muñeca de Rei y la observó mientras se desangraba. Rei pensó que Fukiko la acompañaría en la muerte pero no lo hizo así, y corrió por ayuda para llevar al hospital a Rei. Tanto el brazalete como la muñeca fueron regalos de Fukiko para Rei. Rei enfrenta a Fukiko diciéndole que ese pacto fue una mentira y Fukiko intenta saltar de un edificio alto, pero Rei la detiene. | |                          |
| 027 | «El incidente sangriento de Mariko» «MARIko Ninjou Jiken» (マリ子刃傷事件) España: «Matanza»                                      | 23 de febrero de 1992    |
| Aya molesta a Mariko, leyendo un artículo del periódico sobre el affair de su padre en medio del salón de clase. Más tarde, Mariko ataca a Aya con un cortaplumas, hiriéndola en su brazo. | |                          |
| 028 | «Las velas de navidad» «KURISUMASU KYANDORU» (クリスマスキャンドル) España: «Luces de navidad»                                    | 1 de marzo de 1992       |
| Mariko es suspendida y expulsada de la Hermandad por su ataque a Aya. Con la convicción de que la expulsión es injusta, Nanako renuncia a la Hermandad. | |                          |
| 029 | «La asamblea de estudiantes» «Seitou Soukai» (生徒総会) España: «Reunión general de estudiantes»                                  | 8 de marzo de 1992       |
| Durante la asamblea general estudiantil, Kaoru pide la abolición de la Hermandad. Rei se horroriza al principio, pensando que este hecho destruiría el orgullo de Fukiko, pero luego piensa que se mantendría fuerte sin ésta. Rei, Kaoru y Nanako comienzan a recolectar firmas para la petición. Dos tercios del cuerpo estudiantil son necesarios para aprobar la idea. | |                          |
| 030 | «La petición» «Shomei Katsudou» (署名運動) España: «La petición»                                                                  | 15 de marzo de 1992      |
| Dos miembros de la Hermandad convencen a las amigas de Aya para robar y quemar las peticiones. Rei las detiene. | |                          |
| 031 | «La fruta podrida» «Kusatta Kajitsu» (腐った果実) España: «Fruta podrida»                                                         | 22 de marzo de 1992      |
| Los miembros de la Hermandad temen porque el movimiento para destituirlas gana adeptos. Enojadas por la falta de acción de parte de Fukiko, algunas miembros toman cartas en el asunto. | |                          |
| 032 | «El orgullo, y la última reunión» «Hokori, RASUTO MIITINGU» (誇り、ラストミーティング) España: «La última reunión»                | 29 de marzo de 1992      |
| Fukiko continúa pretendiendo que nada sucede. En la última reunión de la Hermandad, ningún miembro se hace presente. Rei llega a la misma y le pide a Fukiko que continúe con su discurso. Fukiko lo hace, diciendo que nunca perderá la dignidad sin importar el qué, impresionando a Nanako con su orgullo. (En el manga, esto no sucede y Fukiko, furiosa, dice a Rei que ha arruinado su vida.) | |                          |
| 033 | «Volando» «Hishou» (飛翔) España: «Volando»                                                                                       | 4 de abril de 1992       |
| Rei le revela a Nanako que Fukiko es en realidad su verdadera hermana de sangre y no su media-hermana. Sabiendo ahora que Fukiko jamás abandonará su orgullo, decide dejarla y continuar con su vida. Resuelve vivir simplemente feliz e invitar a Nanako en una cita, pero muere en un accidente de tren. (En el manga, Rei le cuenta su secreto a Nanako luego de que Fukiko le dice que nunca la ha amado y que solo la mantenía cerca suyo para sentirse superior. Rei le confiesa a Nanako cuanto la necesita, pero muere de una sobredosis al día siguiente.) | |                          |
| 034 | «Ablución» «Mokuyoku» (沐浴) España: «Ablución»                                                                                   | 12 de abril de 1992      |
| Tras no llegar a la cita, Nanako se pregunta qué ha sucedido. Tomoko la espera en el andén de la estación y le pide que la acompañe al hospital, con los ojos llenos de lágrimas. Kaoru, Miya-sama y su hermano se encuentran junto al cadáver en la morgue y Nanako tarda en reaccionar sobre lo sucedido. La policía dice que necesitará realizar pericias sobre lo sucedido ya que se puede tratar de un suicidio y le pide al hermano de Rei el permiso firmado para realizar la autopsia. De vuelta en su casa, Nanako llora en su habitación y llama al teléfono de Rei, en su apartamento vacío. Miya-sama recibe en su mansión un ramo de rosas que Rei encargó a la mañana con una nota. Luego la policía dice que un testigo vio a Rei saltar para tomar las flores que llevaba (a Nanako, en su cita) porque se les había caído, pero perdió el equilibrio y cayó junto a ellas. | |                          |
| 035 | «La playa de los sueños» «Yume Kaigan» (夢海岸) España: «La playa del sueño»                                                      | 19 de abril de 1992      |
| La Academia se hace presente en el funeral de Rei. Luego del servicio fúnebre, Fukiko pide estar sola por dos minutos. Llora por Rei, manifestando que la amaba y la besa. Afuera, Nanako alucina con Rei. Más tarde, a la noche, fuma uno de los cigarrillos de Rei y se va a su apartamento abandonado, en donde encuentra a Miya-sama. Miran por la ventana hasta el amanecer. Miya-sama le dice a Nanako que puede elegir cualquier cosa como recuerdo de Rei y Nanako elige la muñeca. El chofer de Miya-sama la recoge y deja a Nanako en su casa. Durante el viaje, Miya-sama le revela Nanako que ella y Rei eran hermanas de sangre, no hermanastras y Nanako recuerda que Rei también lo sabía, pero no se lo cuenta. Miya-sama, usando el brazalete de Rei, va al lugar en donde habían decidido morir juntas. Al día siguiente, pide disolver la Hermandad. | |                          |
| 036 | «Luciérnagas luminosas, pasión ardiente» «Hotarubi, Koi ni Moete...» (蛍火、恋に燃えて…) España: «El resplandor de la luciérnaga» | 26 de abril de 1992      |
| Dos semanas después de la muerte de Rei, comienza el verano. Kaoru se hace un examen y su médico le pide más pruebas. Reacciona mal ante esto, pensando que morirá. Nanako y Tomoko visitan un pequeño santuario que se ha erigido al costado de la vía del tren en honor a Rei, y ven a Kaoru sentada cerca de allí, llorando. | |                          |
| 037 | «El carrusel» «Kaitenmokuba» (回転木馬（メリーゴ－ランド) España: «Carrusel»                                                      | 3 de mayo de 1992        |
| Kaoru le dice a Nanako que rompió con Takehiko por su enfermedad y que Nanako es en verdad, la hermana menor de él. El padre de Nanako le dice que tiene un medio hermano y que lo ama tanto como la ama a ella. Nanako se siente mejor y visita a Takehiko, diciéndole un poco en broma qué hubiese sucedido si se enamoraba de él. Más tarde, Kaoru llama a Takehiko, se disculpa por decirle la verdad a Nanako y cuelga. Takehiko y Kaoru recuerdan una cita cuando fueron a una feria y él pide a su padre referencias para irse a estudiar a Alemania. | |                          |
| 038 | «Sí...» «YES...» (YES...) España: «Sí...»                                                                                         | 10 de mayo de 1992       |
| Kaoru intenta dejar a Takehiko por su bien y él, Nanako y Fukiko tratan de convencerla de que Rei hubiese querido que ella viviese su vida lo mejor posible. Kaoru acepta finalmente la proposición de matrimonio de Takehiko y ambos se van a vivir a Alemania juntos. (En el manga, Fukiko no se involucra en convencer a Kaoru para que se case con Takehiko.) | |                          |
| 039 | «Una fragancia persistente» «Nokori Kaoru» (残り香) España: «Un olor muy peculiar»                                                | 17 de mayo de 1992       |
| Kaoru y Takehiko se casan y se van a Alemania. Nanako observa mientras despega su vuelo y recuerda a Rei. Dos años después, tienen un hijo y Nanako consigue un novio. (En el manga, Kaoru muere dos años después de su casamiento. Nanako llora por dos días seguidos cuando se entera y comienza a escribir una carta para animar a su hermano.) | |                          |

- Datos: Q2318266